# Lyndhurst (Hampshire)
Lyndhurst è un villaggio e parrocchia civile dell'Inghilterra, appartenente alla contea dell'Hampshire.